# Loulou (Grégoire Solotareff)
 (avril 2024).
Si vous disposez d'ouvrages ou d'articles de référence ou si vous connaissez des sites web de qualité traitant du thème abordé ici, merci de compléter l'article en donnant les références utiles à sa vérifiabilité et en les liant à la section « Notes et références ».
Pour les articles homonymes, voir Loulou.
Loulou est un album jeunesse écrit et illustré par Grégoire Solotareff et paru en 1989 aux éditions  L'École des Loisirs.

## Publication
Loulou est paru en 1989 aux éditions L'École des Loisirs.

## Accueil et adaptation
Loulou a été adapté en long métrage.
Loulou est devenu un classique,de la littérature de jeunesse en France.